# マイロン・ファン・ブレデローデ
マイロン・ファン・ブレデローデ（Myron van Brederode、2003年7月6日 - ）は、オランダ・ホーフトドルプ出身のサッカー選手。フォルトゥナ・デュッセルドルフ所属。ポジションはFW。

## クラブ経歴
2016年にAZアルクマールの下部組織へ加入すると、2022年4月7日、クラブと自身初のプロ契約を交わし、トップチームへ帯同することとなった。同年5月15日、エールディヴィジのRKCヴァールヴァイク戦にて、80分からの途中交代でトップチームデビューを飾った。

## 代表経歴
2019年からオランダの世代別代表に招集されている。